# دة سرخ (مباركة)
دة سرخ هي قرية في مقاطعة مباركة، إيران. عدد سكان هذه القرية هو 3,582 في سنة 2006.